# شواشینه
شواشینه (به عربی: شواشینة) یک منطقهٔ مسکونی در لیبی است که در استان واحات واقع شده‌است.